# Zespół Przyrodniczo-Krajobrazowy „Międzyrzecze Neru i Dobrzynki”
Zespół Przyrodniczo-Krajobrazowy „Międzyrzecze Neru i Dobrzynki” – jeden z obszarów chronionej przyrody w granicach administracyjnych miasta Łodzi, utworzony w 2010 roku. „Międzyrzecze Neru i Dobrzynki” zajmuje powierzchnię około 217 ha . Obejmuje ochroną walory krajobrazowe dolin rzek Ner i Dobrzynki.
Obszar wyróżnia się silnie meandrującymi, nieuregulowanymi korytami rzecznymi. Na obszarze, wzdłuż brzegów rzek i w starorzeczach rośnie roślinność szuwarowa budowana przez: trzcinę pospolitą, pałkę szerokolistną i marka szerokolistnego. Dna dolin użytkowane są jako łąki oraz pastwiska. Ponadto porastają je liczne, drobne zadrzewienia oraz zarośla złęgowe, składające się z gatunków takich jak: olsza czarna, wierzba biała, wierzba krucha, wierzba szara i bez czarny. W dolinie Neru występuje także: rdest wężownik, knieć błotna i ostrożeń warzywny, zaś w dolinie Dobrzynki – bodziszek łąkowy, pasternak zwyczajny i barszcz zwyczajny. W skarpach dolin wyróżnia się m.in.: szczotlichę siwą, kosmaczka pospolitego, sporka wiosennego, koniczynę polną i dziewanny. Nieobjęte produkcją rolniczą fragmenty dolin porastają rośliny takie jak m.in.: krwawnica pospolita, wiązówka błotna i tojeść pospolita.